# Full meltdown
Full meltdown is een muziekalbum dat de Amerikaanse rockgitarist en songwriter Dick Wagner op 30 oktober 2009 uitbracht.
Op het album staat een verzameling van nummers die hij in de periode van 1979 tot en met 1995 heeft opgenomen en daarna uit het oog heeft verloren. Op zijn minst in één geval betekent dit niet dat de nummers nog niet eerder zijn uitgebracht. Zo verscheen het nummer These days in 1983 al eens in bewerkte vorm onder de naam Rosie op het album Third life van The Cats.
Wagner, die in zijn carrière vooral optrad als gitarist van bekende artiesten als Lou Reed, Alice Cooper en KISS, legde op dit album een belangrijke rol weg voor gitaarsolo's. Vrijwel alle nummers schreef hij zelf of samen met anderen.
Ruim twee jaar eerder, op 3 juli 2007, had Wagner nog een hartaanval gehad, met een coma van twee weken tot gevolg en een verlamde arm. De tijd erna werkte hij aan zijn herstel en lukte het hem ook weer om gitaar te spelen, sinds 2011 ook weer tijdens optredens. Op het moment dat hij dit album uitbracht, had hij echter nog steeds armtherapie.

## Nummers
| Nummer | Naam                       | Geschreven door                            | Duur | Opnamejaar | Opnameplaats                  |
| ------ | -------------------------- | ------------------------------------------ | ---- | ---------- | ----------------------------- |
| 1.     | Still hungry               | Alan Hewitt en Dick Wagner                 | 5:20 | 1991       | Trax Studio, Los Angeles      |
| 2.     | Blue collar babies         | Dick Wagner en Mark Williamson             | 4:24 | 1979       | Long View Farm, Massachusetts |
| 3.     | Insatiable girl            | Dennis Morgan en Dick Wagner               | 3:57 | 1991       | Sunset Sound, Los Angeles     |
| 4.     | I'd take the bullet        | Dick Wagner                                | 4:33 | 1991       | Soundside, Massachusetts      |
| 5.     | Another twist of the knife | Dick Wagner en John Wetton                 | 4:31 | 1991       | Music Grinder, Los Angeles    |
| 6.     | Stagger Lee                | Harold Logan en Lloyd Price                | 3:52 | 1979       | Long View Farm, Massachusetts |
| 7.     | Ecstasy                    | Dick Wagner                                | 4:24 | 1991       | Music Grinder, Los Angeles    |
| 8.     | She said                   | Dick Wagner                                | 3:23 | 1988       | Platinum Studios, Los Angeles |
| 9.     | These days                 | Dick Wagner                                | 4:10 | 1979       | Long View Farm, Massachusetts |
| 10.    | Modern times               | Dick Wagner                                | 5:58 | 1979       | Long View Farm, Massachusetts |
| 11.    | I Might As Well Be On Mars | Desmond Child, Alice Cooper en Dick Wagner | 7:31 | 1995       | Fenton Woods Studio, Michigan |
| 12.    | Steal the thunder          | Dennis Morgan en Dick Wagner               | 4:44 | 1991       | Music Grinder, Los Angeles    |
| 13.    | Darkest hour               | Dick Wagner                                | 6:07 | 1995       | Fenton Woods Studio, Michigan |
| 14.    | Motor city showdown        | Dick Wagner                                | 5:16 | 1979       | Long View Farm, Massachusetts |
| 15.    | Feel it all over           | Dick Wagner                                | 3:33 | 1979       | Long View Farm, Massachusetts |